# Vekhyttan
Vekhyttan är en gammal hyttby i Kvistbro socken i Lekebergs kommun i Örebro län i västra Närke.Från 2015 avgränsar SCB här en småort.

## Geografi
Vekhyttan ligger vid Kilsbergens fot i västra Närke, cirka 7 kilometer söder om Lekhyttan och E18 och cirka 4 kilometer från länsväg 204. 
Genom Vekhyttan rinner Lillån, i trakten även kallad Vekhytteån. Lillån rinner från Lillsjön norr om Vekhyttan och fortsätter söder om Vekhyttan tills den mynnar ut i Svartån.
Det omgivande landskapet består av odlings- och betesmarkerna, varvade med skogsområden som fortsätter upp i Kilsbergen.

## Historia
Byn är historiskt en gammal hyttby med lämningar från tre hyttor under olika tider, den äldsta från medeltiden. Den sista hyttan revs ner 1903. Byn finns omnämnd i en hyttlängd från 1561.
Laga skifte genomfördes under mitten av 1800-talet och innebar att bycentrum blev betydligt mindre tätbebyggt, och att skogen och jorden omfördelades till mer rationella bruksenheter. 
Idag finns det cirka 70-100 hushåll i Vekhyttan. Den i särklass största näringsverksamheten är skogs- och jordbruk. Några andra företag och verksamheter som finns i Vekhyttan är till exempel ett ekofärghus, försäljning av ullprodukter, lokaluthyrningar och breemakurser. Det finns en KRAV-odlare med gårdsbutik. I Vekhyttan finns ett lerhus.